# Clientela (economia)
La clientela è l'insieme dei clienti di un'azienda, impresa o lavoratore autonomo.
La clientela rappresenta uno dei principali patrimoni dell'impresa e la sua valutazione è una delle basi sulle quali viene stimato il valore d'avviamento al pari del patrimonio, tecnologia, impianti, immagine.

## Bisogni ed aspettative
Le aspettative della clientela sono influenzate dalla cultura, dalla pubblicità, dal marketing e altri mezzi di comunicazione. La soddisfazione del cliente è uno dei principali obiettivi delle imprese. Le aziende cercano quindi un rapporto d'intesa col proprio cliente tramite il customer relationship management, che può essere riassunto con l'espressione know your customer.